# NGC 2880
NGC 2880 este o galaxie lenticulară situată în constelația Ursa Mare. A fost descoperită în 2 aprilie 1791 de către William Herschel. Se află la o distanță de 21,78 de megaparseci de Pământ.